# Caesalpinia
Caesalpinia Plum. ex L., 1753 è un genere di piante della famiglia delle Fabacee (o Leguminose) che comprende arbusti, piccoli alberi e suffrutici, diffusi nelle regioni tropicali del Nuovo Mondo
Alcune specie, come Caesalpinia pulcherrima, hanno importanza come piante ornamentali.
Il nome del genere è un omaggio al botanico italiano Andrea Cesalpino.

## Tassonomia
Il genere Caesalpinia fa parte della famiglia delle Leguminose o Fabacee e, all'interno di questa, in una sottofamiglia che ha preso nome proprio da questo genere: le Cesalpinioidee.

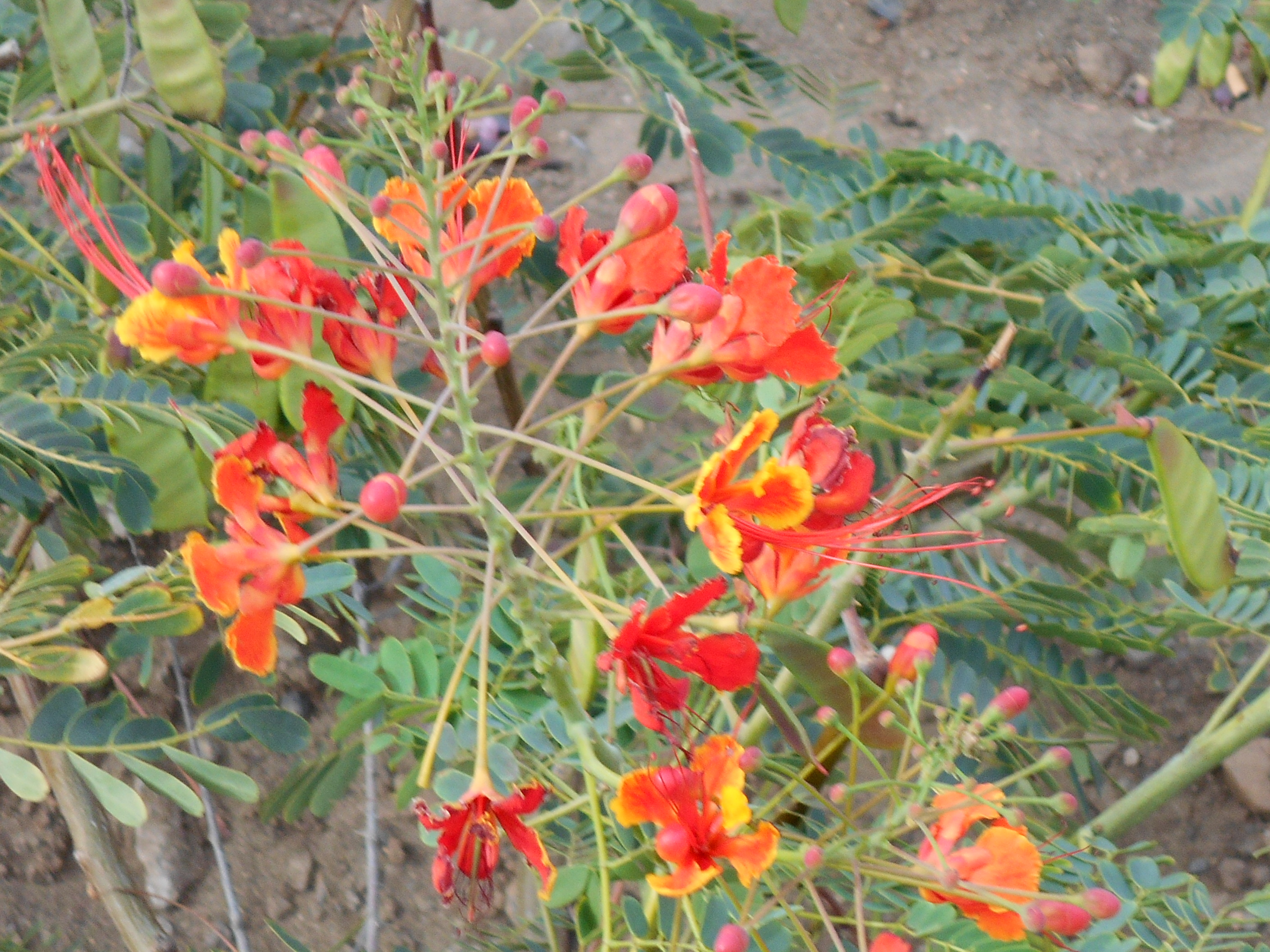
Fiori di Caesalpinia pulcherrima in un giardino publico.

Comprende le seguenti specie:
- Caesalpinia anacantha Urb.
- Caesalpinia bahamensis Lam.
- Caesalpinia barahonensis Urb.
- Caesalpinia brasiliensis L.
- Caesalpinia cassioides Willd.
- Caesalpinia domingensis Urb.
- Caesalpinia monensis Britton
- Caesalpinia nipensis Urb.
- Caesalpinia pulcherrima (L.) Sw.
- Caesalpinia secundiflora Urb.

### Binomi obsoleti
Molte specie che in passato venivano collocate in questo genere sono attualmente assegnate a generi differenti.
Tra queste vi sono:
- Caesalpinia bonduc (L.) Roxb. = Guilandina bonduc L.
- Caesalpinia echinata Lam. = Paubrasilia echinata (Lam.) Gagnon, H.C.Lima & G.P.Lewis
- Caesalpinia ferrea Mart. ex Tul. = Libidibia ferrea (Mart. ex Tul.) L.P.Queiroz
- Caesalpinia gilliesii (Hook.) D.Dietr. = Erythrostemon gilliesii (Hook.) Klotzsch
- Caesalpinia madagascariensis (R.Vig.) Senesse = Denisophytum madagascariense R.Vig.
- Caesalpinia pearsonii L.Bolus = Hererolandia pearsonii (L.Bolus) Gagnon & G.P.Lewis